# 埼玉県立桶川高等学校
埼玉県立桶川高等学校（さいたまけんりつおけがわこうとうがっこう）は、埼玉県桶川市坂田にある公立高等学校。全日制普通科を設置する。

## 沿革
- 昭和47年
  - 3月29日‐埼玉県議会において、埼玉県立桶川高等学校の設置が議決される。
  - 3月30日‐昭和47年埼玉県条例19号により、埼玉県立桶川高等学校の設置が公示される。
  - 4月1日‐埼玉県学校設置条例の一部を改正する条例の施行により、埼玉県立桶川高等学校が開校される。（全日制、普通科、男女共学、定員180名【4学級】）
  - 4月1日‐学則制定 校章制定。
  - 4月14日‐桶川市桶川中学校講堂において、開校・入学式挙行。
  - 4月15日‐旧桶川市立桶川東中学校加納校舎において授業開始。
  - 5月20日‐PTA、後援会創立総会。
  - 5月26日‐桶川市立北小学校において、開校記念式典挙行。この日をもって開校記念日とする。
  - 7月3日‐校舎建築第1期工事(5階建、HR及び特別教室棟)施工。
  - 12月24日‐校旗制定。
- 昭和48年
  - 3月31日‐校舎第1期工事(HR18、階段、便所)竣工。
  - 4月10日‐新校舎に移転。
  - 11月15日‐校歌制定。作詞・土岐善麿、作曲・渡辺浦人。
  - 12月7日‐桶川市より講堂寄付受付受入。
- 昭和49年
  - 3月31日‐特別教室内装竣工。
- 昭和50年
  - 3月28日‐第2期工事(3階建て管理棟、特別教室及び渡廊下)竣工。
  - 6月30日‐正門、外柵、自転車置場、燃料庫、焼却炉、校内舗装等竣工。
  - 7月8日‐校歌碑第1回卒業生より記念品として寄贈、玄関前ロータリーに建立。
- 昭和51年
  - 3月30日‐校庭整備・散水工事竣工。
  - 10月15日‐第2回卒業生より記念品として寄贈の池及びカラー平板完成。
- 昭和52年
  - 3月31日‐体育館竣工。
  - 4月16日‐部室(コンクリートブロック一部2階建)竣工。
  - 5月25日‐校舎落成記念挙行。
  - 7月26日‐合宿所、食堂(鉄筋コンクリート造り3階建)竣工。
  - 8月31日‐体育館外構工事(渡廊下、通用門、舗装等)完成。
  - 9月21日‐自転車置場(軽量鉄骨造り大波スレート葺)竣工。
- 昭和53年
  - 3月5日‐国旗掲揚塔、第4回卒業生よりの記念品として建設。
  - 3月24日‐学級増に伴う増築工事（書道、被服、家庭の3特別教室移築並びに左の3特別教室の6教室へ の改造）竣工。
  - 4月22日‐校内舗装（管理棟南、教室棟南、体育館西及び南までの通路）竣工。
- 昭和54年
  - 10月1日‐埼玉県立新設桶川西高等学校（仮称）の開設準備校として委嘱を受ける。
- 昭和56年
  - 7月18日‐創立10年記念事業とし、食堂・合宿所増築工事竣工。
  - 10月30日‐創立10年記念式典挙行。
- 昭和57年
  - 4月28日‐ハンドボールコート竣工（グランド南側1面）（現テニスコート）
  - 10月22日‐格技場竣工。
- 昭和58年
  - 3月31日‐外構工事・外便所完成。
- 昭和60年
  - 3月15日‐LL教室竣工。
- 昭和61年
  - 9月10日‐体育館音響装置設置・照明装置改善。
  - 11月1日‐図書館にコンピューター検索システム導入。
- 昭和62年
  - 6月10日‐グラウンド改修工事及び散水装置竣工。
  - 9月11日‐テニスコート4面竣工（グラウンド東側2面、体育館北側2面）。
  - 11月21日‐創立15年記念式典挙行。
- 平成1年
  - 3月10日‐野球場防球ネット高さ12mに改良、天蓋設置工事竣工。
  - 3月31日‐グラウンド南側の野球防球ネット増設工事竣工。
  - 5月1日‐グラウンド及び校地内の雨水貯溜工事竣工（中川・綾瀬川関係）。
- 平成3年
  - 11月30日‐創立20年記念式典挙行。
- 平成6年
  - 9月12日‐教室棟外部改修工事竣工。
- 平成7年
  - 3月10日‐管理棟外部改修工事竣工。
- 平成8年
  - 3月26日‐耐震式受水槽設置。
  - 4月1日‐男女制服改定。
  - 6月1日‐パソコン教室へリースによるパソコン42台設置。
  - 6月28日‐空調設備工事（校長室、職員室、保健室、進路相談室、パソコン教室）。
- 平成13年
  - 7月1日‐パソコン教室。パソコン43台更新。校内LAN工事完成。インターネット接続。
  - 11月17日‐創立30年記念式典挙行。中庭整備（同窓会及び第28回卒業記念）。
- 平成15年
  - 12月22日‐サッカーゴール後方防球ネット増設。
- 平成16年
  - 4月1日‐学校評議員制度導入。
  - 4月1日‐快適ハイスクール施設・設備事業、バリアフリー設備改修設計。
- 平成19年
  - 6月～9月‐管理棟・HR棟・渡り廊下耐震補強工事。
  - 11月～平成20年2月‐体育館耐震補強工事。
- 平成20年
  - 6月15日‐空調設備工事竣工（HR教室・調理室・家庭科室・被服室・書道室・美術室・化学室・音楽室・ LL教室・合宿所学習室）。
- 平成22年
  - 3月31日‐野球場防球ネット嵩上げ及び増設工事竣工。
- 平成24年
  - 2月21日‐体育館・格技場全体改修工事竣工。
  - 3月29日‐創立40年記念事業。正門付近の外構改修工事竣工。
  - 9月10日‐普通教室棟ほか快適HS施設整備工事竣工。
- 平成25年
  - 8月26日‐格技館２階改修工事竣工。
  - 8月28日‐管理棟３階廊下改修工事竣工。
- 平成27年
  - 2月28日‐体育館前自転車置場新設工事竣工。
  - 3月20日‐食堂兼合宿所排水設備他改修工事竣工。
  - 3月31日‐非常用放送設備修繕竣工。
  - 7月31日‐格技場非構造耐震対策工事(吊り天井耐震)。

## 著名な卒業生
- 三遊亭遊馬 - 落語家（三遊亭小遊三の弟子）
- 河野丈洋 - ミュージシャン（GOING UNDER GROUND元メンバー・元リーダー）
- 石原聡 - ミュージシャン（GOING UNDER GROUNDメンバー）
- 中澤寛規 - ミュージシャン（GOING UNDER GROUNDメンバー）
- 新山詩織 - シンガーソングライター
- 松本稔 - シナリオライター

## 交通
- JR高崎線・桶川駅
- 朝日バス・加納公民館停留所下車（桶川駅接続）